# Bandera de Tulcán
La bandera de la ciudad de Tulcán y del Cantón Tulcán fue adoptada oficialmente el 18 de octubre de 1949 por el Municipio de Tulcán, durante la alcaldía del Dr. Luis Rosero Navarrete. Se compone de un rectángulo de proporción 12:5 y consta de dos franjas horizontales de igual tamaño.
- La franja superior es azul y representa la diafanidad del cielo ecuatoriano y el ideal de libertad.
- La franja inferior es roja y simboliza la grandeza de sus habitantes, dispuestos a derramar su sangre por la libertad y la democracia.[2]